# Gabriela Sánchez
Gabriela Sánchez (n. 1962) es una jugadora de hockey sobre césped argentina, ya retirada, que obtuvo dos medallas de oro en los Juegos Panamericanos de 1987 y 1995 y fue subcampeona del mundo en 1994. Fue capitana de la Selección argentina.

## Biografía
En 1987, obtuvo la medalla de oro en los Juegos Panamericanos de 1987, la primera de la serie consecutiva que obtendría Argentina desde entonces, siendo capitana de la Selección argentina. En 1988 fue premiada con el Premio Olimpia. En 1994, fue subcampeona mundial en el Campeonato Mundial de Hockey sobre Césped disputado en Dublín, Irlanda. Mientras que en 1993 obtuvo el segundo puesto en la Copa Intercontinental.
En 1996, integró el equipo de Las Leonas que participó en los Juegos Olímpicos de Atlanta, donde el equipo finalizó 7º obteniendo diploma olímpico. En 1998, jugó el Campeonato Mundial de Hockey sobre Césped, en la que Argentina finalizó 4º.
Perteneció al Club Mitre, consagrándose con el mismo tricampeona metropolitana. En 2003, con 41 años, se integró al Liceo Militar, logrando organizar un equipo femenino y su federación. En 2006, fue premiada por su trayectoria por el Gobierno de la Ciudad de Buenos Aires.
En 2006, se le detectó un cáncer de mama por el que debió realizar tratamiento de quimioterapia. Recuperada en 2007, volvió a jugar en el torneo federado con 44 años compartiendo cancha en primera división con su hija mayor Belén, privilegio que muy pocas personas en el mundo pudieron alcanzar.
Durante toda su carrera deportiva fue entrenadora, destacándose como entrenadora de los seleccionados formativos juveniles y junior de Buenos Aires, obteniendo 5 primeros puestos y 1 tercer puesto. Actualmente continúa desempeñándose como entrenadora y compartiendo su pasión por el deporte.

## Carrera Deportiva Internacional
- 1983 | Copa del Mundo, Kuala Lumpur. Noveno puesto.
- 1985 | Copa Intercontinental, Buenos Aires (Torneo clasificatorio al Mundial de 1986). Segundo puesto.
- 1986 | Copa del Mundo, Ámsterdam. Séptimo puesto.
- 1987 | Juegos Panamericanos, Indianápolis. Medalla de Oro.
- 1988 | Juegos Olímpicos, Seúl. Séptimo puesto, Diploma Olímpico.
- 1990 | Copa del Mundo, Sídney. Noveno puesto.
- 1993 | Copa Intercontinental, Filadelfia. Segundo puesto (Torneo clasificatorio al Mundial de 1994)
- 1994 | Copa del Mundo, Dublin. Segundo puesto.
- 1994 | Campeonato Sudamericano, Santiago de Chile. Medalla de Oro. Premio a la mejor jugadora y goleadora del torneo.
- 1995 | Juegos Panamericanos, Mar del Plata. Medalla de Oro.
- 1995 | Champions Trophy, Mar del Plata. Sexto puesto.
- 1995 | Preolímpico, Sudáfrica. Segundo puesto.
- 1996 | Juegos Olímpicos, Atlanta. Séptimo puesto.

- 1997 | Retiro de la Carrera Internacional.

## Carrera Deportiva Nacional
- 1971 - 1976 | Inicio en Inferiores del Club Ferrocarril General Mitre.
- 1977 - 2002 | Club Ferrocarril General Mitre - Primera División "A" 
  - 1990, 1994, 1995 - Campeona del Torneo Metropolitano de Buenos Aires, primera división "A" (máxima categoría del hockey argentino) - Capitana del equipo.

Campeonatos Argentinos integrando la selección de Buenos Aires:
- 1982 | Córdoba - Primer puesto
- 1983 | Buenos Aires - Primer puesto
- 1984 | Rosario - Primer puesto
- 1986 | Mendoza - Primer puesto
- 1987 | San Juan, Argentino de Pista  - Primer puesto
- 1987 | Tucumán  - Primer puesto
- 1988 | San Rafael, Mendoza  - Primer puesto
- 1989 | Corrientes  - Primer puesto
- 1993 | Mendoza  - Primer puesto
- 1996 | Mendoza  - Primer puesto

## Premios
- Olimpia de Plata (1988) - Hockey sobre césped, entregado por el Círculo de Periodistas Deportivos. Ternada para dicho premio en los años 1986 y 1994
- Premio "Cuna de la Tradición" (1990) - Fundación Jose Hernández
- Premio "Mujeres destacadas del deporte" (1994) - Fundación Eva Perón
- Premio a la trayectoria deportiva (1995) - Instituto Bonaerense del Deporte
- Premio a la trayectoria deportiva (2006) - Gobierno de la Ciudad de Buenos Aires.